# Thanakorn Singkhokkruad
Thanakorn Singkhokkruad (thailändisch ธนกร สิงห์โคกกรวด; * 24. Februar 2003) ist ein thailändischer Fußballspieler.

## Karriere
Thanakorn Singkhokkruad stand in der Saison 2022/23 beim Drittligisten Banbueng FC in Chonburi unter Vertrag. Der Verein spielte in der Eastern Region der Liga. Am Ende der Saison musste er mit Banbueng als Tabellenletzter aus der dritten Liga absteigen. Für Banbueng bestritt er 18 Ligaspiele. Im Sommer 2023 unterschrieb er einen Vertrag beim Zweitligaaufsteiger Pattaya United FC. Sein Zweitligadebüt gab Thanakorn Singkhokkruad am 11. August 2023 (1. Spieltag) im Heimspiel gegen den Samut Prakan City FC. Bei der 1:2-Heimniederlage stand er in der Startelf und spielte die kompletten 90 Minuten. In der 36. Minute erzielte er mit einem Linksschuss sein erstes Zweitligator zur 1:0-Führung. Nach zwei Spielzeiten, in denen er 47 Ligaspiele bestritt, wechselte er im August 2025 zum Drittligisten Maejo United FC. Mit dem Verein aus Chiangmai spielt er in der Northern Region der Liga.